# Città demaniale
Le città demaniali erano quelle città del Regno di Sicilia, che non erano sottoposte a feudatari e facevano parte del demanio del re, quindi, chiamate anche città regie.
Tali città erano quindi sottratte alla giurisdizione del locale vescovo, come anche delle terre feudali e venivano governato da una Mastra Giuratoria solitamente composta dal Pretore, dai Giurati (in numero variabile a seconda della città) e dal Capitano Giustiziere. A tali cariche potevano concorrere esclusivamente gli appartenenti alla nobiltà, anche se in alcune città regie erano previsti i cosiddetti "giurati popolari", ovvero governanti scelti tra i maggiorenti del popolo. Queste cariche portavano un grande lustro in coloro che le ricoprivano ed erano quindi ambitissimi dall'aristocrazia isolana.
Nel 1130 si riunì per la prima volta a Palermo, il Parlamento siciliano, il secondo al mondo dopo quello islandese, per proclamare re di Sicilia Ruggero II. Questo era costituito da tre rami e precisamente dal Feudale, dall'Ecclesiastico e dal Demaniale. Il ramo feudale era costituito dai nobili rappresentanti di contee e baronie, il ramo ecclesiastico era formato da arcivescovi, vescovi, abati e archimandriti. Fu Federico II di Svevia, che, convocandolo a Capua nel 1220, vi invitò per la prima volta i rappresentanti locali delle città demaniali, assurgendo così ad elemento centrale di un progetto di riforma amministrativa del Regno. Con Carlo d'Angiò furono denominate Universitas demaniali.
Con la separazione del regno dopo le guerre del Vespro, con il regno di Trinacria agli aragonesi, e il regno di Napoli agli angioini, questa distinzione rimase.

## Le Città Demaniali o Regie della Sicilia
Il ramo demaniale era costituito dai rappresentanti delle 42 città regie della Sicilia che occupavano il seggio assegnato in base all'importanza della città. Queste erano nell'ordine: Palermo, Messina, Catania, Siracusa, Girgenti (Agrigento), Trapani, Patti, Cefalù, Mazara, Sciacca, Noto, Caltagirone, Troina, Termini (Imerese), Marsala, Lentini, Castrogiovanni (Enna), Naro, Licata, Nicosia, Polizzi, Taormina, Piazza (Armerina), Calascibetta, Randazzo, Mineo, San Filippo D'Argira, Vizzini, Monte San Giuliano (Erice), Salemi, Corleone, Mistretta, Augusta, Jaci D'Aquila (Acireale), Santa Lucia, Tortorici, Sutera, Linguaglossa, Castronovo, Castroreale, Milazzo e Rometta. Le più importanti fra queste ricevettero il titolo di Senato riferito alla Mastra Giuratoria che governava la città e il suo territorio. Le città che ebbero tale privilegio furono: Palermo, Messina, Catania, Siracusa, Trapani, Caltagirone, Lentini, Cefalù, Augusta, Nicosia, Sciacca, Noto, Monte San Giuliano, Polizzi, Taormina, Licata, Mineo, Acireale, Naro, Mazara, Patti, Tortorici, Corleone e Termini.
| Val di Mazara | Val di Noto         | Val Demone   |
| ------------- | ------------------- | ------------ |
| Castronovo    | Augusta             | Castroreale  |
| Corleone      | Calascibetta        | Cefalù       |
| Erice         | Caltagirone         | Jaci         |
| Girgenti      | Castrogiovanni      | Linguaglossa |
| Licata        | Catania             | Messina      |
| Marsala       | Lentini             | Milazzo      |
| Mazara        | Mineo               | Mistretta    |
| Naro          | Noto                | Nicosia      |
| Palermo       | Piazza              | Patti        |
| Polizzi       | San Filippo d'Agira | Randazzo     |
| Salemi        | Siracusa            | Rometta      |
| Sciacca       | Vizzini             | Santa Lucia  |
| Sutera        |                     | Taormina     |
| Termini       |                     | Troina       |
| Trapani       |                     | Tortorici    |

## Le Città Demaniali o Regie nel Regno di Siciliacitra Pharum
Le città regie del Regno di Sicilia citra Pharum (successivamente noto come Regno di Napoli) erano:
| I Terra di Lavoro        | II Principato Citra | III Principato Ultra       | IV Basilicata | V Calabria Citra | VI Calabria Ultra | VII Terra d'Otranto | VIII Terra di Bari | IX Abruzzo Citra | X Abruzzo Ultra      | XI Contado di Molise | XII Capitanata |
| ------------------------ | ------------------- | -------------------------- | ------------- | ---------------- | ----------------- | ------------------- | ------------------ | ---------------- | -------------------- | -------------------- | -------------- |
| Napoli e Casali          | Amalfi e Casali     | Ariano                     | Lagonegro     | Amantea          | Catanzaro         | Brindisi            | Bari               | Chieti           | Accumoli             |                      | Foggia         |
| Aversa e Casali          | Airola              | Solofra (dal 1535 al 1555) | Maratea       | Cosenza          | Crotone           | Gallipoli           | Barletta           | Lanciano         | Alanno               |                      | Lucera         |
| Capua e Casali           | Capri e Anacapri    |                            | Rivello       | Longobucco       | Policastro        | Lecce               | Bisceglie          | Agnone           | Campana              |                      | Manfredonia    |
| Gaeta                    | Cava de' Tirreni    |                            | Tolve         | Rossano          | Reggio Calabria   | Ostuni              | Bitonto            |                  | Civitella del Tronto |                      | Troia          |
| Massa Lubrense           | Gragnano            |                            | Tramutola     | Scigliano        | Sant'Agata        | Squinzano           | Matera             |                  | Civita Regale        |                      | Vieste         |
| Pozzuoli                 | La Sala             |                            |               |                  | Seminara          | Taranto             | Monopoli           |                  | Fagnano              |                      |                |
| San Germano              | Le Franche          |                            |               |                  | Stilo             | Torre Santa Susanna | Trani              |                  |                      |                      |                |
| Somma Vesuviana e Casali | Lettere             |                            |               |                  | Taverna           |                     |                    |                  |                      |                      |                |
| Sorrento e il suo Piano  | Maiori              |                            |               |                  | Tropea            |                     |                    |                  |                      |                      |                |
|                          | Marsico Nuovo       |                            |               |                  |                   |                     |                    |                  |                      |                      |                |
|                          | Minori              |                            |               |                  |                   |                     |                    |                  |                      |                      |                |
|                          | Pimonte             |                            |               |                  |                   |                     |                    |                  |                      |                      |                |
|                          | Ravello             |                            |               |                  |                   |                     |                    |                  |                      |                      |                |
|                          | Salerno             |                            |               |                  |                   |                     |                    |                  |                      |                      |                |
|                          | Scala               |                            |               |                  |                   |                     |                    |                  |                      |                      |                |